# All About Us
"All About Us" is een nummer van het Russische muzikale duo t.A.T.u., opgenomen als single van het tweede Engelstalige studioalbum van de groep, Dangerous and Moving  (2005). Het  nummer stond op het tweede Russische studioalbum Lyudi Invalidy van de groep. 
Het nummer is geschreven door Josh Alexander, Billy Steinberg, en de tweelingzusjes Jessica Origliasso en Lisa Origliasso van de Veronicas. Het is geproduceerd door Martin Kierszenbaum en Robert Orton. 
Het werd in juli 2005 als de eerste single van het album uitgebracht door Universal Music Russia en Interscope.